# سیارک ۱۱۱۵۹
سیارک ۱۱۱۵۹ (به انگلیسی: 11159 Mizugaki، نامگذاری:1998BH1) یازده هزار و صد و پنجاه و نهمین سیارک کشف شده‌است که در ۱۹ ژانویه ۱۹۹۸ کشف شد.
قدر مطلق سیارک برابر ۱۲.۹ است.